# Lago Bettmersee
O Lago Bettmersee é um lago localizado próximo a Bettmeralp no cantão de Valais, na Suíça. A sua área de superfície é de 5,5 ha está localizado a uma altitude de 2006 m.